# Lista de membros titulares da Academia Brasileira de Ciências empossados em 1973
Esta lista contém os nomes dos membros titulares da Academia Brasileira de Ciências empossados em 1973.
| Imagem | Nome                                    | Datas de nascimento e falecimento           | Local de nascimento | Área de especialização | Alma mater | Data de posse       | Conhecido por                | Referências |
| ------ | --------------------------------------- | ------------------------------------------- | ------------------- | ---------------------- | ---------- | ------------------- | ---------------------------- | ----------- |
|        | Alceu Gonçalves de Pinho Filho          | 31 de outubro de 1933 13 de janeiro de 2020 |                     | Ciências Físicas       | UFRJ       | 27 de março de 1973 |                              | [ 2 ]       |
|        | Antonio Fernando Ribeiro de Toledo Piza | 27 de outubro de 1938                       |                     | Ciências Físicas       | USP        | 27 de março de 1973 |                              |             |
|        | Blanka Wladislaw                        | 03 de junho de 1917 26 de janeiro de 2012   | Varsóvia, Polônia   | Ciências Químicas      | USP        | 27 de março de 1973 | Trabalhou com Simão Mathias. | [ 3 ]       |
|        | Othon Henry Leonardos                   | 18 de dezembro de 1941                      |                     | Ciências da Terra      | UFRJ       | 27 de março de 1973 |                              |             |